# Lamarchea hakeifolia
Lamarchea hakeifolia é um membro da família Myrtaceae endêmica da Austrália Ocidental.
O arbusto normalmente cresce a uma altura de 1.5 to 5 m (5 to 16 ft). Floresce entre agosto e janeiro, produzindo flores amarelo-alaranjadas ou vermelho-esverdeadas.
É encontrado em dunas de areia e planícies ondulantes ao longo da costa oeste das regiões Centro-Oeste e Gascoyne da Austrália Ocidental em uma área entre Carnarvon e Northampton, onde cresce em solos arenosos a argilosos.
Existem duas variantes conhecidas da espécie:
- Lamarchea hakeifolia var. brevifolia
- Lamarchea hakeifolia var. hakeifólia[2]